# Fu He
Der Fu-Fluss oder Fu He ist ein Fluss in der chinesischen Provinz Jiangxi, dessen Becken einen großen Teil der Präfektur Fuzhou umfasst.

## Geografie
Die Quelle des Fu He liegt im Nordwesten des Wuyi-Gebirges, von dort fließt er in nordnordwestliche Richtung durch ein Netzwerk von kleineren Seen und Kanälen. In der Präfektur Nanchang erreicht der Fu He schließlich den Poyang-See, den er zusammen mit dem Fluss Gan fasst alleine speist. Da der Poyang in den Jangtse abfließt, gehört auch der Fu He zum Jangtsebecken.

## Umwelteinflüsse
Eine Studie vom August 2023 zeigte, dass der Fu He stark vom Klimawandel betroffen ist. Der Wasserstand des Flusses schwankt stark zwischen Höhen im Frühling und Sommer und Tiefen im Winter. Die Studie warnt außerdem vor der Stärke zukünftiger Überschwemmungen und Dürren im Fu-He-Becken.